# فيرا زوروف
إزميرالدا زنتينو أوريزار Esmeralda Zenteno Urizar ؛ ولدت في 18 يوليو 1880 في أنتوفاغاستا تاريخ وفاتها عير معروف، والمعروفة باسمها المستعار فيرا زوروف Vera Zouroff ، كانت ناشطة نسوية تشيلية، ومحررة، وكاتبة، وروائية، وشاعرة، ومراسلة. وفي محاضرة عن «الاشتراكية» في تشيلي، دعت إلى شكل الاشتراكية التي تعطي المرأة حصة في الاتجاه العملي للعالم.
وقدمت أيضا دورا قياديا في مركز الدراسات الأنثوية في سانتياغو. تزوجت زنتينو أرتورو ليون ديل ريو، وبعد ذلك كانت تعرف باسم إزميرالدا زنتينو...وأنجبت ستة أطفال.
نشرت أول رواية لها مارثاMartha في عام 1916، وتعتبر من أفضل رواياتها والتي أثارت الكثير من الجدل.وهي تعرف بتوجها الليبراليى النسوي.

## السيرة الداتية
ولدت في مدينة أنتوفاغاستا، في 18 يوليو 1880؛ ابنة نيكانور زنتينو وزويلا أوريزار . من سن مبكرة، زرع فيها تدوق الأدب والفنون الأدائية، منها المسرح والشعر؛في إطار هذا الانضباط كانت تعتبر واحدة من أهم المتدربات في القراءات الشعرية مع كل من: ماريا مالويندا، إينيس مورينو، فيرجينيا كونتاردو وتيريزا دي أوروس، وغيرهن؛ وتزوجت أرتورو ليون ديل ريوArturo León del Río.وأصبح لديها ستة أطفال.

## حياتها الأدبية
أول نشر لها كان مع رواية مارثا في عام 1916، على الرغم من أنها واحدة من أفضل أعمالها المعروفة، فقد أثارت جدلا في أواخر عام 1920 كتبت أيضا مقالات مختلفة في أمريكا اللاتينية، التي خصصت لتشمل المقالات والمقالات المتعلقة بالتفكير النسوي في أمريكا الإسبانية ؛و ساهمت في تحرير العديد من المجلات .
لبعض الكتاب؛ كتاباتها وعملهما يمكن أن يصاغ ضمن ما يسمى النسوية الأرستقراطية، من بين كتاب آخرون مثل إينيس إيتيفيريا بيلو، ماريا مرسيدس فيال، ماريانا كوكس منديز، تيريزا يلمز مونت، ماريا لويزا فرنانديز غارسيا هويدوبرو وسيمينا مورلا لينش .